# Kenta Matsumoto
Kenta Matsumoto (japanisch 松本 健太 Matsumoto Kenta; * 4. Mai 1997 in der Präfektur Chiba) ist ein japanischer Fußballspieler.

## Karriere
Kenta Matsumoto erlernte das Fußballspielen in der Jugendmannschaft von Kashiwa Reysol sowie in der Universitätsmannschaft der Tōyō-Universität. Seinen ersten Vertrag unterschrieb er am 1. Februar 2020 bei seinem Jugendverein Kashiwa Reysol. Der Verein aus Kashiwa, einer Stadt in der Präfektur Chiba, spielte in der ersten Liga, der J1 League. Von Juli 2020 bis Saisonende wurde er an den Zweitligisten Ōmiya Ardija ausgeliehen. Hier kam er jedoch nicht zum Einsatz. Nach der Saison kehrte er nach Kashiwa zurück. Sein Erstligadebüt gab Kenta Matsumoto am 16. Juni 2022 (17. Spieltag) im Heimspiel gegen Vissel Kōbe. Bei dem 3:1-Erfolg stand er in der Startelf und spielte die kompletten 90 Minuten.